# Història del voleibol a Catalunya
Breu història del voleibol a Catalunya.

## Evolució històrica

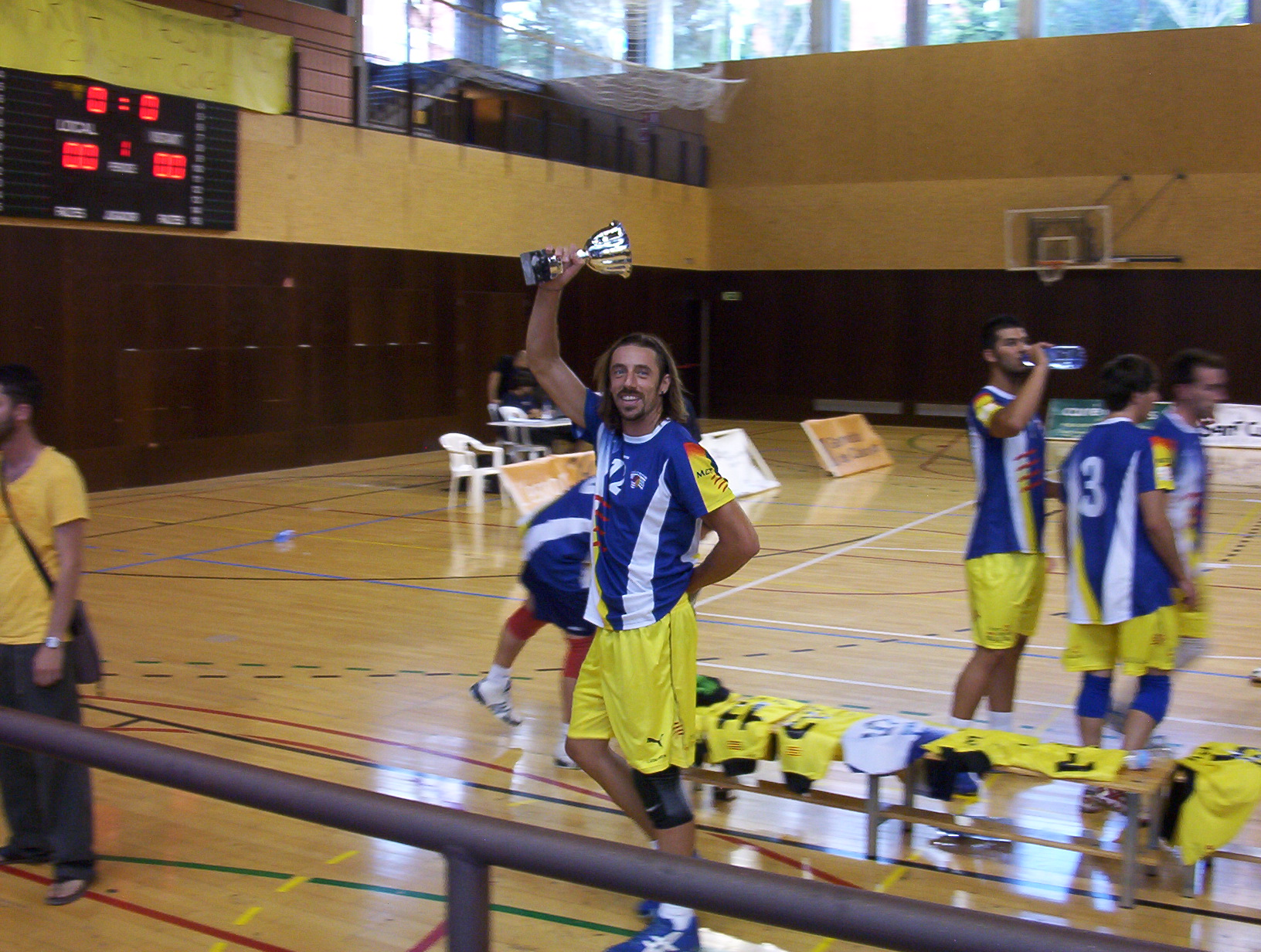
Partit Catalunya-Letònia, 2009.

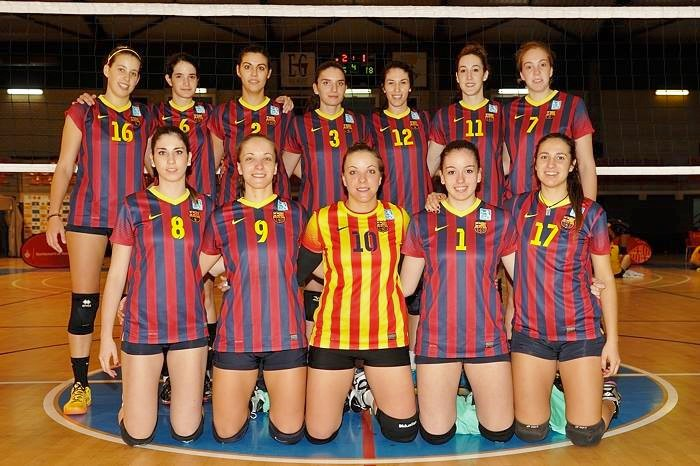
Equips de la superlliga CV Barcelona-Barça, 26 de març de 2014.

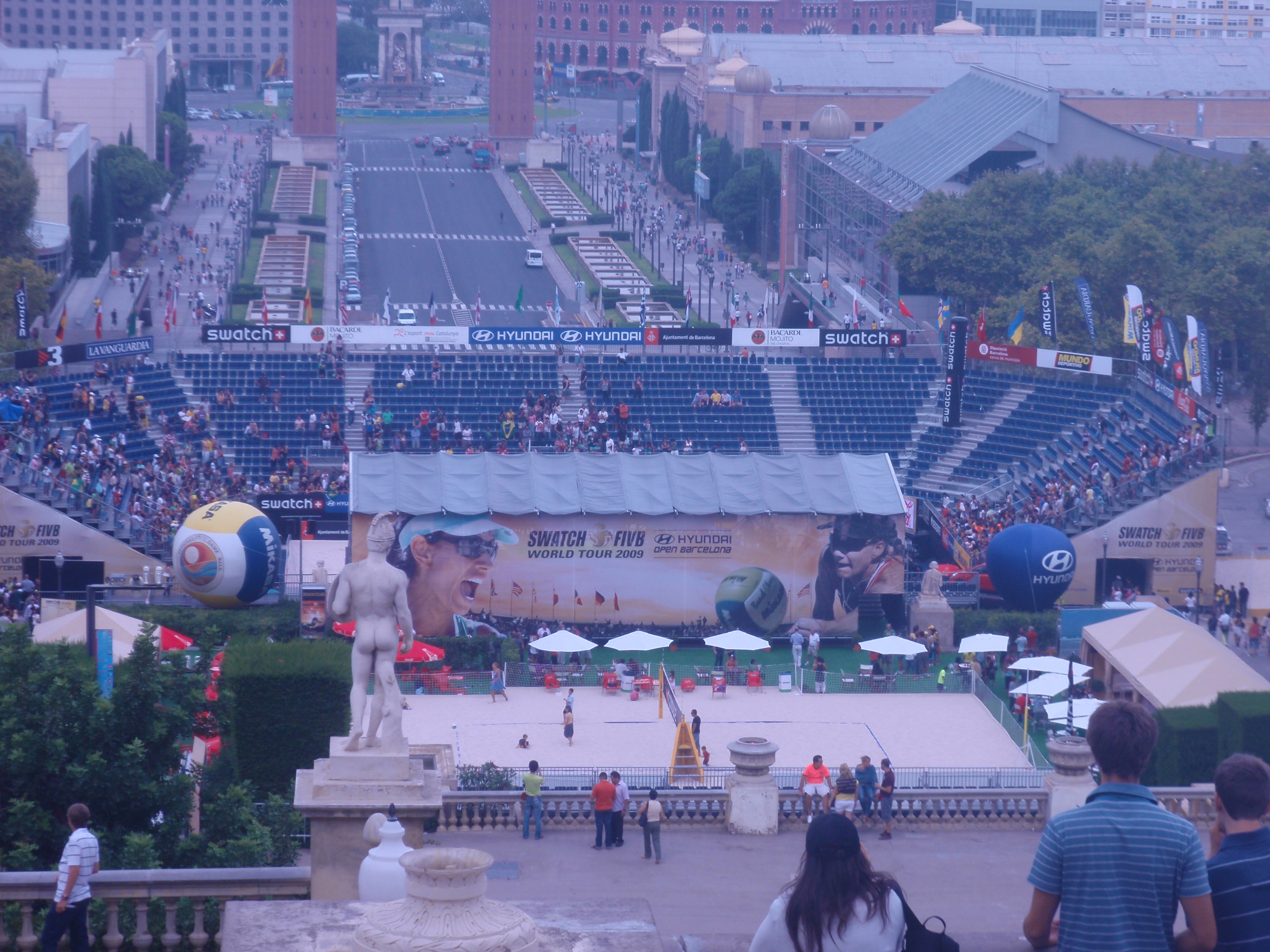
Partit de voleibol platja a Barcelona, 13 de setembre de 2009.

Tot i que el voleibol entrà a Catalunya com esport de platja a partir de l'any 1920, no és fins al 1949, quan és reconegut a l'estat espanyol com a esport. Durant els anys quaranta s'anà introduint a diverses escoles, així com a les entitats falangistes que intentaven controlar l'esport espanyol, com el Frente de Juventudes i la Sección Femenina, o en organismes com els bombers o la policia. A Catalunya, l'any 1943, el CE Hispano-Francès començà a practicar aquest esport a Barcelona, en el barri de Gràcia. Cap al final de la dècada ja tenia nombrosos aficionats i equips que el practicaven a poblacions com Montgat, Badalona i Barcelona.
L'any 1950 es disputà a l'Iris Park barceloní un torneig de voleibol que fou guanyat pel mateix Hispano-Francès i on també hi prengueren part els següents equips: Club Premià de Mar, Col·legi Bonanova, UA Sant Gervasi, CN Manresa, Col·legi Germans Maristes de Sant Joan, FC Barcelona, Frente de Juventudes de Barcelona, Institut Lluís Vives, PAYT (Policia Armada i Trànsit) i RCD Espanyol.
La temporada 1950-51 es disputa per primera vegada el Campionat de Catalunya masculí (el femení no es disputà fins 1960) i el Campionat d'Espanya que fou guanyat per l'Agrupació Cultural i Esportiva Bombers de Barcelona (fundat el 1950). Aquest club fou molt destacat als anys 50 on també guanyà els campionats dels anys 1955, 1957 i 1958, i on destacà la figura de Carlos Casanova, més tard brillant entrenador a clubs com el Picadero. El CD Hernan, també de Barcelona, guanyà el campionat de 1959, mentre que als anys 60 destacaren l'Hispano-Francès (campió de lliga el 1967, 1968 i 1973 i de copa el 1964, 1966, 1967 i 1968) i el Picadero-Damm (camió de lliga el 1965, 1966 i copa el 1963 i 1965). Altres clubs catalans destacats fonen el Liceu Francès, FC Barcelona (1950), CN Badalona, Llars Mundet, CN Granollers, CN Sitges, PAYT (Policia Armada i Trànsit), CN Manresa, CN Catalunya, UE l'Amistat, CV Sant Cugat (1988), Universitat Laboral de Tarragona i AD Antorcha de Lleida. L'any 1956 nasqué la Federació Catalana de Voleibol (FCVB). Prèviament el voleibol havia estat inclòs dins de les federacions d'handbol (anys 40) i de bàsquet (1950).
A la dècada dels 70 el voleibol masculí català perd preponderància davant dels clubs madrilenys. En categoria femenina, en canvi, els clubs catalans assoleixen força triomfs a nivell estatal. El Club Medina de Barcelona es proclama campió de lliga el 1970, 1974 i 1975 i de copa el 1967, 1968, 1969, 1970, 1971 i 1973, mentre que l'Hispano-Francès guanya la copa dels anys 1976 i 1983. Altres clubs que jugaren al màxim nivell estatal foren el CEAM de Lleida o l'AE Santa Isabel de Barcelona.
Als anys 80 en prenen el relleu del voleibol femení el CV Sant Cugat, campió de copa el 1981, i l'AE Cornellà (que a mitjan dècada esdevindrà RCD Espanyol) i guanya les lligues de 1980, 1982, 1985, 1988 i 1991 i les copes de 1982, 1984, 1985, 1986, 1990 i 1992. En categoria masculina el Col·legi Alp de La Garriga també se situa entre els grans del voleibol català.
L'any 1977 un grup de pares del Col·legi Públic Sant Pere i Sant Pau de la ciutat de Tarragona, encapçalats per Alfonso Periáñez, decideix fomentar la pràctica del voleibol que el 23 d'abril de 1982 donà vida al Club Voleibol Sant Pere i Sant Pau. El 1996 assoleix l'ascens a la divisió d'honor estatal masculina. També juga a divisió d'honor el CE Episcopal, més tard anomenat Club Volley Lleida. L'any 1994 es funda el Club Voleibol Barcelona a partir de la que havia estat secció de voleibol femení del RCD Espanyol. El club ascendeix a la divisió d'honor femenina la temporada 1998-99 i el 2004 el club signà un acord de col·laboració amb el FC Barcelona, esdevenint secció associada al club i canviant el nom pel de Club Voleibol Barcelona Barça.

## Jugadors de voleibol destacats
Dècada de 1950
- Carlos Casanova Pérez[7]

Dècada de 1960
- Diego León Castrillo[14]
- Frederic Tormo Puiggarí[15]

Dècada de 1970
- Joan Duran Pou[16]
- Josep Carrasco Llovet[17]

Dècada de 1980
- Germán Lóbez[18]
- Antoni Alemany Ansón[19]
- Marta Galceran Sagnier[20][21]
- Sylvie Hernández Huet[21]
- Blanca Nualart Barba[22]

Dècada de 1990
- Marta Gens Barberà[23]
- Cosme Prenafeta García[24]
- Virgínia Cardona Tapia[25]

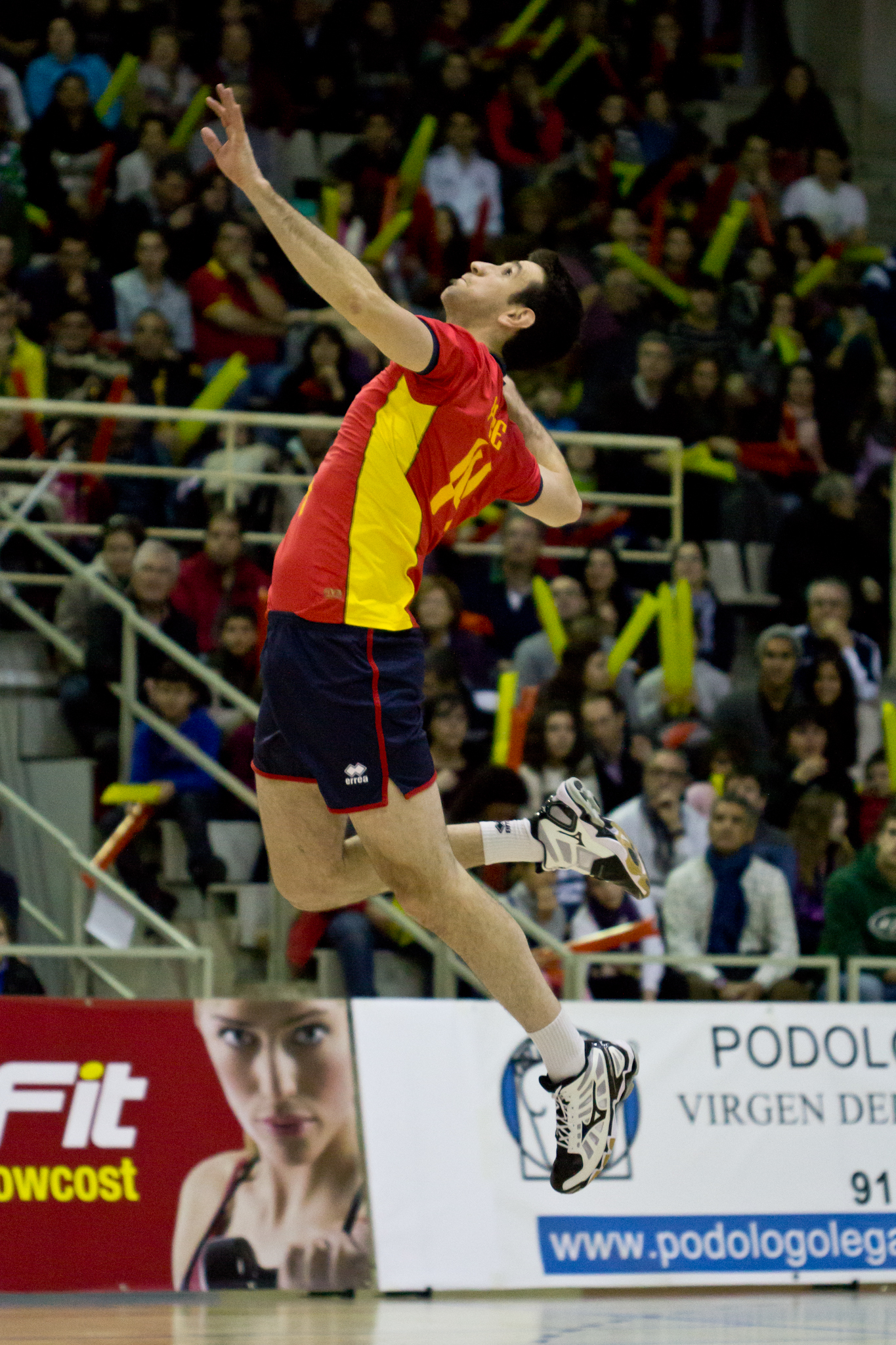
Ibán Pérez.

- Francesc Xavier Bosma Mínguez (vòlei platja)[26]

Dècada de 2000
- José Antonio Casilla Cortés[27]
- Manuel Sevillano Canals[28]
- Ibán Pérez Manzanares[28]